# Micrepeira tubulofaciens
Micrepeira tubulofaciens là một loài nhện trong họ Araneidae.
Loài này thuộc chi Micrepeira. Micrepeira tubulofaciens được miêu tả năm 1932 bởi Hingston.